# Georges Grolimund

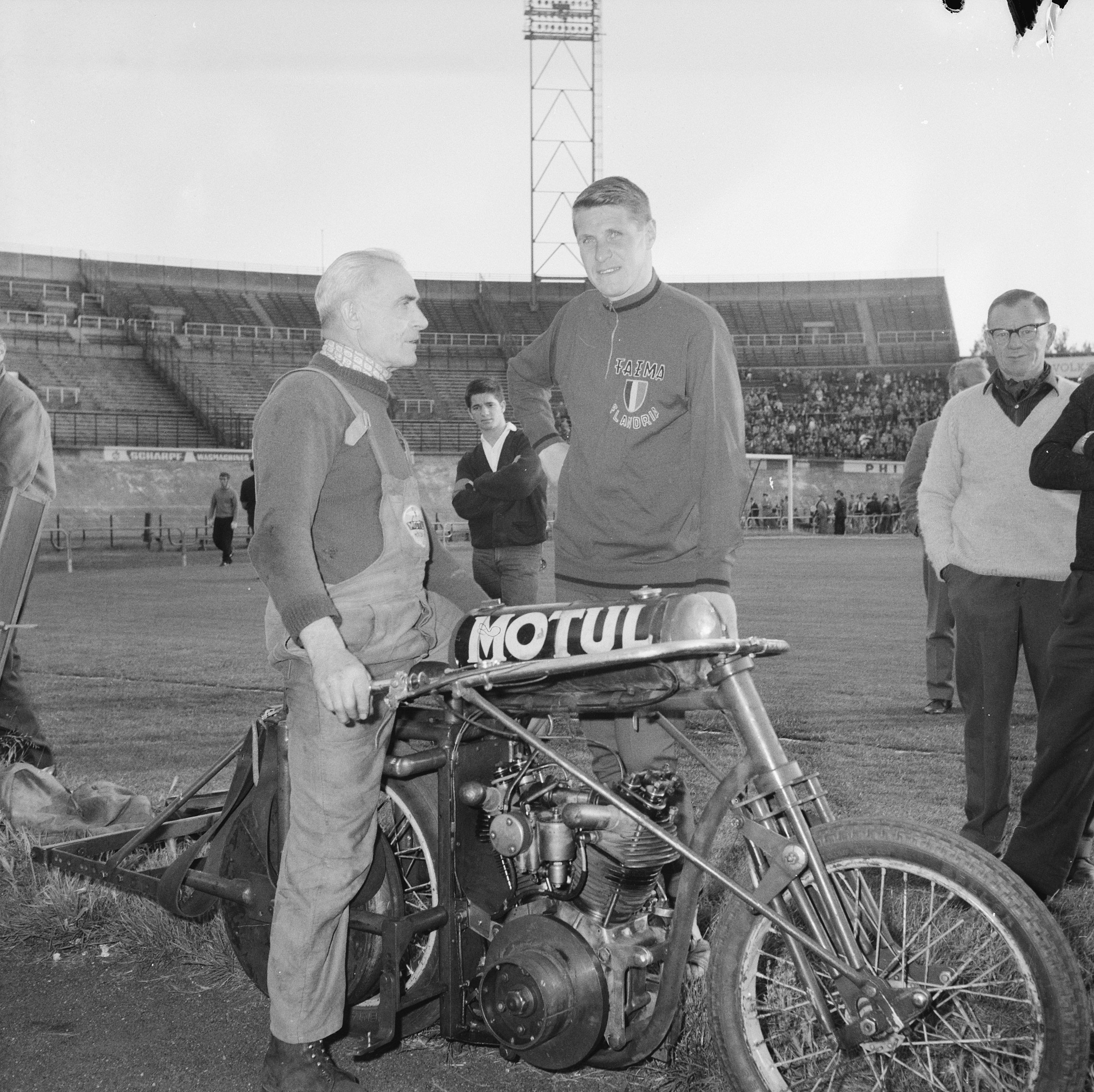
Georges Grolimund (links) als Schrittmacher für den Niederländer Peter Post (rechts), 1962 im Olympiastadion Amsterdam

Georges Grolimund (* 1894 in Muntelier; † 1983) war ein Schweizer Radrennfahrer und Schrittmacher.
Seine Jugend verbrachte Georges Grolimund in Paris, wo er sich häufig Radrennen im Prinzenparkstadion anschaute. Schliesslich fuhr er selbst fünf Jahre lang Radrennen. Als gelernter Mechaniker interessierte er sich besonders für die Schrittmachermaschinen bei Steherrennen und wurde schliesslich vom französischen Schrittmacher Léon Didier engagiert. Später ermunterte Didier Grolimund, es selbst als Schrittmacher zu versuchen.
In 41 Jahren, von 1925 bis 1966, führte Grolimund über 50 verschiedene Fahrer auf über 100 Freiluft- und Hallenbahnen zum Erfolg. 1931 wurde Georges Grolimund in Kopenhagen mit dem Deutschen Walter Sawall Weltmeister, 1956 auf der gleichen Bahn mit dem Australier Graeme French und 1958 in Paris mit dem Zürcher Walter Bucher. Bei den UCI-Bahn-Weltmeisterschaften 1963 in Rocourt errang Ueli Luginbühl hinter Grolimund die Bronze-Medaille der Amateur-Steher. In der Schweiz führte Grolimund sieben verschiedene Fahrer (Türel Wanzenried, Theo Heimann, Jacques Besson, Walter Bucher, Ueli Lugenbühl, Peter Tiefenthaler, Heinz Läuppi, Fredy Stucki) zu 15 Schweizer Meistertiteln. Titel holte er auch in Deutschland (5, vier mit Lohmann, einen mit Sawall), Italien (4, zwei mit Leopoldo Torricelli, einen mit Armando Pellegrini sowie Egidio Maistrello) sowie Belgien, Luxemburg, Frankreich und den Niederlanden (je 1). Mit dem Deutschen Walter Lohmann stellte er 1955 auf der 500-Meter-Zementpiste im Stadion am Zoo von Wuppertal einen Weltrekord auf: 100 km in 1:03:40 Stunden, Stundenmittel 94,016 km.